# Guillaume Beaufils
Pour les articles homonymes, voir Beaufils.
Guillaume Beaufils, né à La Charité-sur-Loire et mort le 1er janvier 1319, est un prélat français du XIVe siècle. 

## Biographie
Guillaume Beaufils est fait évêque de Nevers en 1315. Il ne gouverne le diocèse que 4 ans.